# Антикорупційна ініціатива Європейського Союзу в Україні
Антикорупційна ініціатива Європейського Союзу в Україні (EUACI) (англ. European Union Anti-Corruption Initiative) — це найбільша  програма технічної допомоги Україні з боку ЄС у сфері боротьби з корупцією. EUACI фінансується ЄС і спів-фінансується та впроваджується Данською агенцією з міжнародного розвитку (DANIDA). Запущена у червні 2017. Розрахована на три роки.

## Загальна інформація
Місія Антикорупційної ініціативи — зменшення рівня корупції в державі, щоб сприяти демократичному та економічному розвитку України.
Вона має на меті посилити спроможність нових антикорупційних інституцій і сприяти контролю за ходом реформ з боку українського парламенту, громадянського суспільства та ЗМІ.
У зв'язку з цим програмою передбачено три компоненти реалізації планів:
- взаємодія з антикорупційними органами держави;
- співпраця з комітетом ВРУ з питань запобігання та протидії корупції;
- посилення спроможності органів місцевого самоврядування та сприяння ЗМІ й громадянському суспільству в антикорупційних процесах.

Підтримка EUACI має дві сторони. З одного боку, це допомога у всіх поточних потребах задля пришвидшеного інституційного розвитку й оперативної демонстрації результатів. З іншого боку, це формування стратегічного розуміння, планування, перебігу антикорупційної діяльності. Останнє має допомогти українцям правильно розставляти пріоритети й уникати роботи в режимі «термінових справ» (насамперед стосується антикорупційних органів).

### Компоненти
Діяльність EUACI визначається трьома компонентами.
|                     | Перший компонент:                                                                                     | Другий компонент: | Третій компонент: |
| Сутність компоненту | Допомога антикорупційним органам держави                                                              | Залучення законодавців до вдосконалення правових норм і ефективного нагляду за процесом реформування антикорупційних інституцій | Залучення органів місцевого самоврядування, ЗМІ та громадських організацій до боротьби з корупцією |
| Дії EUACI           | - Ділитися досвідом - Передавати інформаційно-технологічні інструменти - Надавати експертну підтримку | Створити Міжнародну антикорупційну консалтингову раду для підтримки профільного Комітету ВРУ з метою: - здійснювати антикорупційну експертизу в галузі законотворчості або безпосередньо залучитися до втілення антикорупційних реформ; - спостерігати й оцінювати процес втілення антикорупційної політики та законодавства в життя; - проводити експертний аналіз організаційної діяльності Комітету; - стежити за процесом розслідування, судових переслідувань і ухвалень вироків у корупційних справах щодо високопосадовців. | - Впровадити антикорупційні інструменти у відібраних містах з метою підвищити прозорість і підзвітність місцевої влади (концепція «Міста Доброчесності»). - Виробити в громадянського суспільства функції антикорупційних наглядачів — Watchdog (на обласному та місцевому рівні). - Підтримати розслідувальну журналістику (місцевий, обласний, національний рівень) |
| Учасники            | - НАБУ - НАЗК - САП - АРМА - ДСФМУ - Антикорупційний суд                                              | - Верховна Рада України | - Органи місцевого самоврядування - Громадські організації - Журналісти |

## Поява Антикорупційної ініціативи ЄС
24 листопада 2016 року укладено угоду про фінансування «Антикорупційної ініціативи ЄС в Україні». Підписано Іванною Климпуш-Цинцадзе, віце-прем'єр-міністром з питань європейської та євроатлантичної інтеграції, та Йоганнесом Ганом, комісаром ЄС з питань європейської політики сусідства та переговорів щодо розширення.
Зі сторони ЄС відповідальним за впровадження EUACI обрано Данію.
1 лютого 2017 року в Києві почав працювати програмний офіс із впровадження Антикорупційної ініціативи ЄС.
1 червня 2017 року дано офіційний старт Антикорупційної ініціативи Європейського Союзу в Україні. За твердженням Йоганнеса Гана EUACI є наймасштабнішою ініціативою з протидії корупції.
Термін реалізації програми — 3 роки. Планується, що по завершенні строку ЄС оцінить результати діяльності та вирішить, чи продовжувати місію EUACI.

## Діяльність EUACI

### Перший компонент

#### Сприяння EUACI антикорупційним органам держави
Антикорупційна ініціатива консультативно, організаційно та матеріально підтримує спеціальні антикорупційні установи. Зокрема, окрему увагу було приділено Національному агентству з розшуку активів (АРМА), створенню Спеціалізованого антикорупційного суду. На думку очільниці EUACI Еки Ткешелашвілі, «відсутність спеціалізованого антикорупційного суду зводить нанівець роботу двох новостворених антикорупційних органів — НАБУ та САП».
В 2017 році, за підтримки Антикорупційної ініціативи, ДСФМУ провела типологічні дослідження щодо тенденцій і схем відмивання коштів, фінансування тероризму.
У березні 2018 року EUACI підготувала експертні висновки для НАБУ та НАЗК:
1. Протягом жовтня–грудня 2017 експерти вивчали роботу НАБУ і САП за критеріями незалежності, ефективності та результативності. У звіті фахівці подали рекомендації для покращення діяльності антикорупційних органів. Зокрема вони підкреслили, що НАБУ досягло належного рівня ефективності, але для максимальної результативності необхідно судам активізувати розгляд справ, переданих детективами бюро[17].
2. На основі звітів щодо управління конфліктами інтересів і вдосконалення механізму оцінки корупційних ризиків в Україні НАЗК отримало 99 рекомендацій для удосконалення процесів діяльності агентства й усунення проблемних питань[18].

Додатково EUACI організовувала або сприяла навчальним візитам співробітників антикорупційних органів до країн Європи, створила навчальну робочу групу для НАБУ під керівництвом Еріка Хелдна.

### Другий компонент

#### Консультаційна рада (МАКР/IACAB)
Міжнародну антикорупційну консультативну раду створено 8 вересня 2017 року внаслідок підписання Меморандуму про наміри між Комітетом ВРУ з питань запобігання і протидії корупції та EUACI. 8 і 9 вересня в Києві відбулася установча зустріч МАКР
До складу МАКР входять 6 експертів:
- Карлос Кастресана (Королівство Іспанія) — голова Ради;
- Анка Журма (Румунія);
- Джованні Кесслер (Італія) — заступник голови;
- Драго Кос (Словенія);
- Джеспер Хйортенберг (Данія);
- Даніель Телесклаф (Ліхтенштейн).

Це фахівці-практики, більшість із яких здійснила ефективну антикорупційну діяльність у себе на батьківщині або в інших державах.
Члени МАКР перебували у Києві 6–9 вересня 2017 року. Вони вивчали та оцінювали ситуацію. На думку італійського прокурора Джованні Кесслера: «Проблема корупції в Україні серйозніша, потужніша та викликає більше стурбованості, ніж у багатьох інших країнах. Принаймні, європейських».
У той же час голова МАКР Карлос Кастресана, колишній прокурор з Іспанії, запевнив, що ситуація може бути ідеально виправлена. Він зізнався: «У мене були складніші „пацієнти“… А у вас — просто старі інституції, які опираються реформуванню. Справа техніки.».
За результатами першої устновної зустрічі було прийнято рішення «проаналізувати антикорупційні ініціативи в Україні у розслідуванні, кримінальному переслідуванні та судовому розгляді для формулювання рекомендацій щодо забезпечення компетентного, незалежного та ефективного судочинства у справах щодо топ-корупції».
28–30 листопада в Києві відбулося друге засідання МАКР. Було присутнє керівництво НАБУ, САП, ГПУ, представники Адміністрації Президента та Верховної Ради.
29 листопада МАКР презентувала антикорупційному комітету ВРУ свій висновок щодо аналізу антикорупційних зусиль України у сфері розслідування, кримінального переслідування та судового розгляду справ про корупцію у найвищих ешелонах влади.
30 листопада на прес-конференції названо ключові тези експертів:
- негайно створити Антикорупційний суд;
- існує загроза атаки на НАБУ або САП з боку новоствореного Державного бюро розслідування[35][36][37].

13 квітня члени МАКР затвердили і оприлюднили свій другий висновок на тему «Як забезпечити компетентний, неупереджений та ефективний збір та перевірку електронних декларацій державних службовців». Висновок містив 5 блоків рекомендацій, основні з яких полягали в:
- необхідності внести зміни до Закону «Про запобігання корупції», які змінять процедуру відбору керівництва НАЗК з одночасним припиненням повноважень діючих на той час членів;
- упорядкування роботи електронної системи, прав і доступу до неї, провести незалежну оцінку функціонування наявної системи;
- надати НАЗК всі необхідні доступи до державних реєстрів для здійснення своїх повноважень;
- налагодити співпрацю з Національним антикорупційним бюро України[40].

Більшість рекомендацій були втілені в законодавство, зокрема, у вигляді змін до Закону «Про запобігання корупції», ухвалених у жовтні 2019 року, та інших офіційних рішень відповідних державних органів.

### Третій компонент
- Підтримка громадських організацій у боротьбі з корупцією:
  - фінансування проекту «Залучення місцевих громад в антикорупційні адвокасі-кампанії за допомогою антикорупційних громадянських розслідувань, нагляду та громадянської освіти», що реалізується «Школою громадянської освіти», створеної ГО «Стоп корупції», Інститутом громадянської освіти НаУКМА та ACREC (Anti-Corruption Research and Education Centre)[44][недоступне посилання]. Це низка навчальних тренінгів для активістів «Стоп корупції» з дослідження корупційних ризиків та реалізації кампаній з протидії корупції в низці міст України[45].
  - підтримка розробки чат-бота «Тараса», здійсненої ГО «Антикорупційний штаб» — інструмента, що надає покрокову інструкцію із заповнення електронних декларацій, надсилає повідомлення з нагадуваннями про терміни подачі документу тощо (запущений 5 лютого 2018)[46][47].
- Сприяння журналістським розслідуванням:
  - фінансування заходів, реалізованих ГО «Інститут розвитку регіональної преси» (ІРРП) — тренінги, школи та конференції для журналістів-розслідувачів України[48].
  - фінансування «Конкурсу малих грантів на проведення журналістських розслідувань злочинів проти журналістів», організованого НСЖУ та ІРРП[49][50].
- Співпраця з «Містами Доброчесності» — населеними пунктами, влада яких підтримує зміни та готова взаємодіяти з громадянським суспільством, щоб максимально втілити антикорупційні заходи в громаді[51]. Для участі у програмі заплановано шість міст-партнерів[52]. Станом на червень 2018 року відповідні угоди укладено з Чернівцями[53] та Маріуполем[54].

#### Парк корупції
У червні 2018 року, в Ботанічному саду імені Гришка у Києві, діяв, створений за ініціативи EUACI, перший в Україні «Парк корупції». Ідея проекту — сформувати, насамперед, у молоді та дітей знання про корупцію як суспільне лихо для людей.
Проект був реалізований у форматі інтерактиву: через образи, об'єкти, віртуальну реальність, 3D-технології, інтерактивні панелі, інсталяції, антилекторій, кінопокази та дитячі заходи пояснювався феномен топ-корупції й боротьба з нею в Україні. Парк складався з 9 надувних шатрів загальною площею понад 700 кв. м. Кожне шатро представляло окремі аспекти корупції серед високопосадовців, як вона впливає на життя звичайних громадян. Центральне шатро об'єкту — стометровий золотий батон, який вважається символом хабарництва в Україні.
Протягом 25 днів роботи парку, його відвідало понад 30 тис. відвідувачів з 28 країн.

## Структура Антикорупційної ініціативи ЄС в Україні

### Наглядова рада (Керівний комітет)
- Міністр Кабінету Міністрів України
- НАЗК
- НАБУ
- Державна служба фінансового моніторингу
- АРМА
- САП
- Комітет Верховної Ради України з питань запобігання і протидії корупції
- Інститут розвитку регіональної преси
- Мери Міст Доброчесності
- Посол Данії в Україні
- Уповноважений від Представництва ЄС в Україні[61]

### Виконавці
- Ека Ткешелашвілі  — керівник програми
- Барбара Джеймс — адміністративний директор
- Еляна Концевічуте — старший радник з боротьби з корупцією
- Клеменс Мюллер — старший радних з протидії корупції
- Богдан Бойко — експерт з питань громадянського суспільства та місцевого самоврядування
- Сергій Деркач — експерт з питань антикорупційних розслідувань
- Галина Кохан — антикорупційний експерт
- Віталій Весельський — експерт з інформаційних технологій
- Катерина Базаянц — фінансовий та адміністративний менеджер
- Анастасія Шевкопляс — помічник з адміністративних питань
- Володимир Сологуб — експерт з комунікацій[62]

## Фінансування
EUACI фінансують:
- Європейський Союз  — 14,5 млн євро;
- Данія — 1,34 млн євро.

Загальна сума — 15,84 млн євро.